# Scuola superiore sommergibili Komsomol Lenin
La Scuola superiore sommergibili Komsomol Lenin è stato un istituto di istruzione militare superiore della Marina Sovietica e della Marina della Federazione Russa, che è stata attiva dal 1948 al 1998.

## Storia
Le origini della scuola risalgono al 1944 con la creazione, a Leningrado della Scuola preparatoria navale, che l'8 aprile 1948 venne riorganizzata nella Scuola navale superiore del Baltico.
Nel maggio 1954, la scuola venne ribattezzata Scuola superiore sommergibili.
Per commemorare il 40º anniversario del Komsomol nel 1958, la scuola prese il nome di "Scuola superiore sommergibili Komsomol Lenin".
Nel 1998, con la riorganizzazione delle istituzioni educative militari, la Scuola navale superiore di immersioni Lenin Komsomol fu fusa con la Scuola navale militare superiore M. V. Frunze e fu chiamato Istituto navale di San Pietroburgo.

## Comandanti della scuola
- Capitano di 1° rango Nikolai Jur'evič Avraamov (1944—1946)
- Contrammiraglio Nikitin Boris Viktorovič Nikitin (1948-1953)
- Contrammiraglio Konstantin Matveevič Nikitin Kuznecov (1953-1955)
- Viceammiraglio Nikolaj Pavlovič Egipko (1955—1966)
- Viceammiraglio Pavel Ivanovič Paramoškin (1966—1973)
- Viceammiraglio Georgij Lukič Nevolin (1973-1984)
- Viceammiraglio Egor Andreevič Tomko (1984—1992)
- Contrammiraglio Bogdan Michailovič Maljarčuk (1992-1998)

## Ex-allievi
oltre cento allievi diplomati della scuola divennero ammiragli, quindici ufficiali ricevettero l'alto titolo di Eroe dell'Unione Sovietica e della Federazione Russa.
- contrammiraglio Abdulichat Umarovič Abbasov
- contrammiraglio Vladimir Nikolaevič Dronov
- Capitano di 1° rango Vjačeslav Timofeevič Vinogradov
- Viceammiraglio Rudol'f Alexandrovič Golosov
- Capitano di 1° rango Eduard Dmitrievič Lomov
- Capitano di 2° rango Vsevolod Borisovič Bessonov
- Capitano di 1° rango Jurij Georgievič Pychin
- Capitano di 1° rango Gennadij Petrovič Ljačin
- contrammiraglio Vladimir Michailovič Makeev
- Capitano di 1° rango Jurij Alexandrovič Šerbakov,
- primo tenente Vjačeslav Vladimirovič Matvienko
- Capitano di 1° rango Denis Vladimirovič Dolonskij
- Capitano di 1° rango Jurij Ivanovič Jurčenko
- Capitano di 1° rango Evgenij Alekseevič Bobrov
- Capitano di 1° rango Vitalij Ivanovič Parchomenko